# NHKナイトワイド
『NHKナイトワイド』は、1987年4月6日から1988年4月2日までNHK総合テレビジョンで放送されていた報道番組である。放送時間は毎週月曜 - 土曜 22:30 - 23:25 （日本標準時）、最終回は愛知県豊川市で男児誘拐事件が発生したため、ニュースを拡大し23:50までの25分延長版で放送した（名古屋放送局からは宮川俊二が事件のニュースを伝えていた）。

## 概要
前番組『スポーツとニュース』の体裁を踏襲し、番組冒頭はトップニュース、22:50まではスポーツコーナー、22:50 - 22:55には全国の天気予報、22:55 - 23:00にはローカルニュース、23:00以降はその日のまとめとなるニュースと解説の構成を取っていた。
しかし、1988年春の改編で月曜から金曜の帯番組『NHKニュースTODAY』がスタートしたことにより、番組は1年で終了した。替わって、本番組のスポーツニュースコーナーを引き継いだ『スポーツタイム』が土曜夜の番組としてスタートした。

## 出演者
いずれもNHKアナウンサー（後に離職した人物も含む）。
- 平日：山本和之、目加田頼子
- 土曜：中村克洋、黒田あゆみ

## その他
- 前番組『スポーツとニュース』から一転して、家具調のデスクを備えたスタジオからの放送になった。また、エンディングで全国の天気予報が、夜景を背景にスクロールテロップで流れるのが特徴だった。
- オープニング映像は、夜景（お天気カメラ）の映像が途中で消え、番組の内容である「NEWS」「COMMENTARY」「SPORTS」「WEATHER」の4つの文字が十時型に合体した後、平面状になり、その後ろにタイトルをくりぬいたタイトル板のようなものが飛び込んできてカメラ角度が変わり、タイトル「NHKナイトワイド」が表示されていた。「ナイトワイド」の文字は、ゴシック体からさらに角ばったデザインにされていた。